# ヤキトリ (小説)
『ヤキトリ』とはカルロ・ゼンによる日本のSF小説。
2017年からハヤカワ文庫JA/早川書房より刊行されている (イラストはso‐bin)。

## 概要
『幼女戦記』などの著作で知られるカルロ・ゼンによる小説作品。イラストは『オーバーロード』などを担当したso-bin。
異星文明による植民惑星となった地球で生まれ育ったアキラ。彼は自らの決められた運命を変えるため、惑星軌道歩兵部隊に志願する。

## あらすじ
「商連」と呼ばれる巨大な星間国家の襲来を受けた「被発見日」以来、異星文明に支配され自治下にある地球。日本に住む、伊保津明は収容所から逃れるため、商連の”調理師”であるパプキンのリクルートによって商連軍の軌道歩兵「ヤキトリ」に志願する。米国人のタイロン、北欧人のエルランド、英国人のアマリヤ、中国人のズーハン等の反りの合わない同僚たちとともにK321ユニットとして編成され火星の”キッチン”において訓練を受けるのだが・・・

## 登場人物
伊保津明（イホツ・アキラ）
日本人男性。「ヤキトリ」K321ユニットの一人。歪んだ日本社会に反発し、収容所送りになったところをパプキンにリクルートされた。独立心が強く、協調性に欠ける。以前はスラムで暮らしていたこともある様子。一巻の表紙。

楊紫涵（ヤン・ズーハン）
中国人女性。「ヤキトリ」K321ユニットの一人。中国の党官僚の娘。極端な性格ではないが、自己のペースをつらぬき、他人に合わせようとしない。二巻の表紙。

タイロン・バクスター
黒人の米国人男性。「ヤキトリ」K321ユニットの一人。アキラとの仲が良い。地球にいる家族に頻繁に電話している。

エルランド・マルトネン
スウェーデン人男性。「ヤキトリ」K321ユニットの一人。礼儀正しいがズーハン同様冷めており、一匹狼めいたところがある。

アマリヤ・シュルツ
英国人女性。碧眼「ヤキトリ」K321ユニットの一人。積極的で意志が強く、高慢さが鼻につくためアキラとはしばしば罵り合っている。

## 用語

### 商連関連
商連
正式名称は汎星系通商連合。地球を間接統治している巨大な星間国家。銀河の列強の一つとして数えられており、「ユニオン」「ユニティ」などと覇を競っている。極端な官僚国家であり、典礼氏族、司法氏族、外務氏族、財務氏族、軍事氏族等で構成されている。標準語はスペース・リンガ・フランカ（スリランカ語）が一般的に用いられている。発見した惑星は属州や自治州として扱い、パテント料金を設定した商連由来の技術を与え間接統治している。属州が独立を試みた場合は、莫大なパテントの料金請求及び後述の商連式民主投票を義務付けている。通貨は「クレジット」。合理性を追求し、不要な支出の削減に躍起になっており、商連軍のレーション「大満足」の味は「ゴムを流し込まれたかのよう」と形容されるほど不味い。

商連人
体型はアキラ曰く「犬のような宇宙人」と評されており、ほかにも猫顔の人種が登場する。商連人は最大で二つの家の氏族に属する。一つは生まれの種族であり、ヴァジマル氏族、カサワカエ氏族、ユリマポ氏族等。もう一つは職能であり、これも氏族と呼ばれる。典礼氏族、司法氏族、財務氏族、軍事氏族等。理論上はだれでも職能の氏族に入れるが、商連人以外には端から期待されておらず、パプキンの怒りの矛先となっている。

商連軍
基本は宇宙艦隊によって構成されている。海兵隊の例外を除き惑星地表に降りることはほとんどない。パプキン曰く「商連はあくまで宇宙の住人」。後述のヤキトリ及びインスタントは商連軍の備品として配備される。ユニットK321が最初に配属されたのは本国艦隊‐第142バルカ方面特設派遣艦隊。

商連海兵隊
商連軍において例外的に地上戦を行う部隊。スローガンは「海兵隊！もっとも、非商連的！海兵隊！もっとも、誠実！」リメル武官曰く「血と鉄によって証明された有機統合体だ」作中に登場したのはα中隊

### 商連軍の装備
TUFLE
軌道降下の際に使用される卵型の一人用突入支援装備。内部に保護ジェルが充填されており、衝撃から搭乗者の身を守る。TUF‐32型突入ランチャーによって打ち出される。

ニードル・ガン
正式名称はTUFMCAW。ケースレス小口径高速弾を使用している。装弾数は60発。ケースレス弾を使用しているため熱がこもりやすい。

擲弾ランチャー
ニードルガンの先端に装備して発砲する。近接信管が内蔵されており、半径15メートル圏内は即死。ワンケースにつき10発。

対装甲浸蝕液体炸薬ランチャー

多目的地上誘導弾

軌道爆撃
軌道上の艦隊から質量弾による観測射撃を行う。艦隊の切り札だが地形を変えるほどの甚大な被害をもたらすため、倫理規定により全面戦争時を除き厳しく使用が制限されている。

TUF‐MAGAK
市街地や山岳などでの使用が想定されている多脚戦車。　主砲のほかにアクティブ防御システムなどが搭載されている。コクピット周辺には空間装甲が存在するためタンデム弾頭でなければ貫通は不可。海兵隊の市街戦用正式装備。バルカ現地軍仕様のカラーはイエロー。

## アニメ
2023年5月18日、Netflix製作のアニメシリーズが配信開始された。全6話。

### キャスト (アニメシリーズ)
- 伊保津明 - 坂泰斗
- 楊紫涵 - 瀬戸麻沙美
- タイロンバクスター - 武内駿輔
- エルランドマルトネン - 河西健吾
- アマリヤシュルツ - 鬼頭明里
- ヴァーシャパプキン - 津田健次郎
- リメル武官 - 高木渉
- ジョンドゥ - 稲田徹
- 管制AI“初音ミミ” - 藤田咲（初音ミクとして）

### スタッフ (アニメシリーズ)
- 監督 - 安保英樹
- 脚本 - 堺三保
- キャラクターデザイン - 山形厚史
- 音楽 - ケンイシイ
- アニメーション制作 - アレクト